# Michael D. Akers
Michael D. Akers (Ephrata, 5 settembre 1970) è un produttore cinematografico, regista e scenografo statunitense.

## Biografia
Michael Akers frequentava la "Indiana University of Pennsylvania" prima di trasferirsi a Los Angeles e di iniziare la sua carriera di produttore e assistente cinematografico lavorando al film Jurassic Women. Ha lavorato per varia compagnie, fino a quando nel 2002 ha fondato la United Gay Network, una casa produttrice di film a tematica LGBT. Negli anni successivi ha girato vari film, tra cui Morgan, Gone But Not Forgotten e Matrimonium.

## Filmografia

### Registi
- Gone, But Not Forgotten (2003)
- Matrimonium (2005)
- Phoenix (2006)
- Morgan (2012)

### Produttore
- Gone, But Not Forgotten (2003)
- Matrimonium (2005)
- Morgan (2012)

### Scenografo
- Gone, But Not Forgotten (2003)
- Matrimonium (2005)
- Phoenix (2006)
- Morgan (2012)